# Abraham Aguilera Bravo
Monseñor Abraham Aguilera Bravo (Colina, 25 de febrero de 1884-Ancud, 30 de abril de 1933) fue obispo titular de Issus desde el 22 de diciembre de 1916 hasta el 24 de octubre de 1924, cuando fue nombrado obispo titular de Ancud, cargo que ostentó hasta su muerte. Además, fue vicario apostólico de Magallanes desde 1917 a 1925.

## Biografía
Nació el 25 de febrero de 1884, en Esmeralda de Colina, a 20 km al norte de Santiago, siendo el mayor de 15 hermanos. Sus padres; Andrés Aguilera y Jovina Bravo. Fue bautizado el 16 de marzo de 1884 en la Parroquia de Peldehue.
Estudió en los RR.PP Domínicos de Peldehue y, más tarde en el Patrocinio de San José en calidad de interno, desde 1895. En 1897 ingresó al Seminario menor de Macul y, al año siguiente, un 29 de enero, festividad de San Francisco de Sales, tomó los hábitos.
A fines de mayo de 1900 realiza los votos trienales, que los transforman en miembro de la Congregación Salesiana. A los 16 años es Profesor de Filosofía y Latín.
En 1901 asume como Profesor e Inspector del Patrocinio de San José. A los 19 años, 1903, asume los votos perpetuos.
En mayo de 1905 fallece su padre Andrés Avelino. Es enviado a estudiar a Roma, donde en 1906, se recibe como Doctor en Filosofía y Teología en la Universidad Gregoriana. Siendo allí ordenado sacerdote, un 1º de noviembre de 1908.
Regresa a Chile en 1909, y al año siguiente, es nombrado Director de la Casa de formación de Macul, bautizando dicha obra como “Camilo Ortúzar Montt” en homenaje al Primer Salesiano Chileno.[cita requerida]
En 1912 reabre el Noviciado con 6 aspirantes, dando allí clases de Filosofía, Gramática Castellana, Literatura y Religión.
El 16 de agosto de 1915, en el Primer Centenario del nacimiento de San Juan Bosco, tuvo a su cargo el discurso oficial frente a las autoridades civiles y religiosas.
Benedicto XV lo eligió obispo Tit. De Iso y vicario apostólico de Magallanes el 22 de diciembre de 1916.
Consagrado en el templo de la Gratitud Nacional, en Santiago, el 20 de mayo de 1917, por Mons. Sebastiano Nicotra, nuncio apostólico. Asistentes: Mons. Luis E. Izquierdo, Obispo de Concepción, y Mons. Eduardo Gimpert, Obispo tit. De Equinos.
Tomando como lema “Dadme las almas y llevaos a los demás”, tenía 33 años de edad y se constituyó  en uno de los Obispos más jóvenes del mundo.
El 5 de julio de ese año llegó a Punta Arenas para asumir su nueva labor. Su primera tarea fue crear la Parroquia de María Auxiliadora, inaugurada el 23 de mayo de 1919. También fundó el primer periódico de la región “El Natales”, de propiedad del Vicariato Apostólico.  
En la celebración del IV Centenario del Descubrimiento del Estrecho de Magallanes, logró que la calle que pasa frente al Colegio San José, se rebautizara como Monseñor Fagnano y tuvo a su cargo la alocución central de esta celebración.
En abril de 1921 creó el órgano oficial de la Iglesia de Magallanes, llamado el Boletín Eclesiástico.
En 1922 asistió al Capítulo General de los Salesianos en Turín, compartiendo honores y trabajos con Luis Versiglia.
En 1924, el Papa Pío XI lo nombra Obispo de Ancud, cargo que asume el 26 de abril de 1925, después de un imponente recibimiento de la población. Sucedió a Mons. Luis Antonio Castro (ss.cc) quién había renunciado en 1924. A partir de 1926 fue su Vicario General el reconocido sacerdote Juan Lorenzo Elgueta Pacheco, quien terminaría sucediéndole a su muerte con el cargo de Vicario Capitular en Sede Vacante. 
En Ancud, el 30 de abril de 1933, afectado por una serie de enfermedades fallece en el día del Buen Pastor, sus palabras de despedida fueron “muero contento y ofrezco mi vida por los niños y por los pecadores”.
Fue sepultado en la Catedral de Ancud. Sus restos fueron trasladados a la nueva Catedral en 1976. Lo sucedió Mons. Ramón Munita Eyzaguirre.